# Il porto delle anime
Il porto delle anime (titolo originale Playground) è un romanzo giallo dello scrittore svedese Lars Kepler, pubblicato in Svezia nel 2015.
Si tratta del primo libro dell'autore non facente parte della serie, iniziata col bestseller L'ipnotista, con protagonista il commissario di origini finniche Joona Linna, della polizia criminale di Stoccolma.
La prima edizione del romanzo è stata pubblicata nell'anno 2015  da Longanesi.

## Trama
Jasmin è una donna soldato in missione in Kosovo. Durante la missione rimane ferita gravemente e ricoverata in ospedale, durante il ricovero la sua anima, sospesa tra la vita e la morte, si ritrova in una città portuale di ambientazione cinese. In questa città tutte le anime hanno una medaglia d'argento al collo che serve per poter tornare alla vita, cosa che riesce alla donna. Due anni dopo, mentre Jasmin è in macchina assieme al figlio Dante, a causa di un incidente si ritrova di nuovo ricoverata, assieme al figlio in gravi condizioni. Dante dovrà essere operato e messo in arresto cardiaco, la madre, sapendo quindi che il bambino si ritroverà nella città dei morti da solo, farà in modo di tornare anch'essa il quel luogo per andare a riprenderlo.

## Edizioni
- Lars Kepler, Il porto delle anime, traduzione di A. Storti, Milano, Longanesi, 2015. ISBN 978-88-304-4357-0
- Lars Kepler, Il porto delle anime, traduzione di A. Storti, Milano, TEA, 2016. ISBN 978-88-502-4469-0